# Bohumil Modrý
Bohumil Modrý   (Praga, 24 de setembre de 1916 - Praga, 21 de juliol de 1963) va ser un jugador d'hoquei sobre gel txec que va competir sota bandera txecoslovaca durant la dècada de 1940.
El 1948 va prendre part en els Jocs Olímpics d'Hivern de St. Moritz, on guanyà la medalla de plata en la competició d'hoquei sobre gel. En el seu palmarès també destaquen tres medalles al Campionat del Món d'hoquei sobre gel, d'or el 1947 i 1949 i de bronze el 1938.
El 1950 va ser arrestat, juntament amb 11 companys de la selecció nacional txecoslovaca, pel govern comunista acusats de planejar la deserció. Fou condemnat a quinze anys de presó, dels quals en va complir cinc, una part d'ells fent treballs forçats a les mines d'urani de Jáchymov. No va tornar a jugar mai més i va morir a Praga el 1963, possiblement com a conseqüència del seu treball amb l'urani.
El 2011 va ser inclòs a l'IIHF Hall of Fame.